# Formation d'Antlers
Pour les articles homonymes, voir Antlers (homonymie).
La formation d'Antlers est une formation géologique datant de la fin du Crétacé inférieur située dans le sud de l'Oklahoma, le nord-est du Texas et l'Arkansas aux États-Unis.

## Lithologie
La formation d'Antlers est constituée de 150 m calcaires fins (mudstones) silteux ou sableux et de grès à grains fins à grossiers, peu à modérément triés, et cimentés par de l'argile ou du calcaire. Par endroits les grès deviennent conglomératiques ou ferrugineux.

## Âge
Par correlation avec la formation géologique « Trinity Group » du Texas, la Formation d'Antlers est attribuée à l'Aptien supérieur - Albien inférieur. Cette datation est renforcée par la présence de deux dinosaures également découverts dans la Formation de Cloverly : Deinonychus et Tenontosaurus.

## Amphibiens
| Amphibiens   | Amphibiens              | Amphibiens | Amphibiens               | Amphibiens | Amphibiens | Amphibiens |
| Genre        | Espèce                  | Lieu       | Position stratigraphique | Abondance  | Notes      | Image      |
| ------------ | ----------------------- | ---------- | ------------------------ | ---------- | ---------- | ---------- |
| Albanerpeton | Albanerpeton arthridion |            |                          |            |            |            |

## Poissons vertébrés
Références : Cifelli et al. 1999 ; Wedel et al. 2000, Kielan-Jarorowska and Cifelli 2001 ; Nydam and Cifelli 2002.

### Poissons cartilagineux
| Chondrichthyens | Chondrichthyens | Chondrichthyens | Chondrichthyens          | Chondrichthyens | Chondrichthyens  | Chondrichthyens |
| Genre           | Espèce          | Lieu            | Position stratigraphique | Abondance       | Notes            | Image           |
| --------------- | --------------- | --------------- | ------------------------ | --------------- | ---------------- | --------------- |
| Hybodus         | Hybodus buderi  |                 |                          |                 | Hybodontidae     |                 |
| Hybodus         | ?Hybodus sp.    |                 |                          |                 |                  |                 |
| Lissodus        | Lissodus anitae |                 |                          |                 | Polyacrodontidae |                 |

### Poissons à nageoires rayonnées
| Actinoptérygiens | Actinoptérygiens    | Actinoptérygiens | Actinoptérygiens         | Actinoptérygiens | Actinoptérygiens | Actinoptérygiens |
| Genre            | Espèce              | Lieu             | Position stratigraphique | Abondance        | Notes            | Image            |
| ---------------- | ------------------- | ---------------- | ------------------------ | ---------------- | ---------------- | ---------------- |
| Gyronchus        | Gyronchus dumblei   |                  |                          |                  |                  |                  |
| ?Palaeobalistum  | ?Palaeobalistum sp. |                  |                          |                  |                  |                  |

## Mammifères
| Mammifères     | Mammifères           | Mammifères | Mammifères               | Mammifères | Mammifères | Mammifères |
| Genre          | Espèce               | Lieu       | Position stratigraphique | Abondance  | Notes      | Image      |
| -------------- | -------------------- | ---------- | ------------------------ | ---------- | ---------- | ---------- |
| Astroconodon   | Astroconodon sp.     |            |                          |            |            |            |
| Atokatherium   | Atokatherium boreni  |            |                          |            |            |            |
| ?Paracimexomys | Paracimexomys crossi |            |                          |            |            |            |

## Reptiles

### Crurotarsans
| Crurotarsiens | Crurotarsiens   | Crurotarsiens | Crurotarsiens            | Crurotarsiens | Crurotarsiens | Crurotarsiens |
| Genre         | Espèce          | Lieu          | Position stratigraphique | Abondance     | Notes         | Image         |
| ------------- | --------------- | ------------- | ------------------------ | ------------- | ------------- | ------------- |
| Bernissartia  | Bemissartia sp. |               |                          |               |               |               |

### Lépidosauriens
| Lépidosauriens | Lépidosauriens          | Lépidosauriens | Lépidosauriens           | Lépidosauriens | Lépidosauriens | Lépidosauriens |
| Genre          | Espèce                  | Lieu           | Position stratigraphique | Abondance      | Notes          | Image          |
| -------------- | ----------------------- | -------------- | ------------------------ | -------------- | -------------- | -------------- |
| Atokasaurus    | Atokasaurus metarsiodon |                |                          |                |                |                |
| Bemissartia    | Bemissartia sp.         |                |                          |                |                |                |
| Ptilotodon     | Ptilotodon wilsoni      |                |                          |                |                |                |

### Ornithischiens
| Ornithischiens | Ornithischiens    | Ornithischiens | Ornithischiens           | Ornithischiens | Ornithischiens | Ornithischiens |
| Genre          | Espèce            | Lieu           | Position stratigraphique | Abondance      | Notes          | Image          |
| -------------- | ----------------- | -------------- | ------------------------ | -------------- | -------------- | -------------- |
| Tenontosaurus  | Tenontosaurus sp. |                |                          |                |                |                |

### Saurischiens
| Saurischiens     | Saurischiens               | Saurischiens | Saurischiens             | Saurischiens                   | Saurischiens | Saurischiens |
| Genre            | Espèce                     | Lieu         | Position stratigraphique | Abondance                      | Notes        | Image        |
| ---------------- | -------------------------- | ------------ | ------------------------ | ------------------------------ | ------------ | ------------ |
| Acrocanthosaurus | Acrocanthosaurus atokensis |              |                          |                                |              |              |
| Astrodon         | Astrodon sp.               |              |                          |                                |              |              |
| Deinonychus      | Deinonychus sp.            |              |                          |                                |              |              |
| Sauroposeidon    | Sauroposeidon proteles     |              |                          | "[Quatre] vertèbre cervicale." |              |              |

### Tortues
| Tortues     | Tortues         | Tortues | Tortues                  | Tortues   | Tortues | Tortues |
| Genre       | Espèce          | Lieu    | Position stratigraphique | Abondance | Notes   |         |
| ----------- | --------------- | ------- | ------------------------ | --------- | ------- | ------- |
| ?Glyptops   | Glyptops sp.    |         |                          |           |         |         |
| Naomichelys | Naomichelys sp. |         |                          |           |         |         |